# Blowering Dam
La Blowering Dam è una diga che si trova sul fiume Tumut in Australia, nella regione del Nuovo Galles del Sud, a circa 400 km a sud-ovest di Sydney. Fa parte dello Snowy Mountains Scheme (un sistema di sedici dighe che forniscono elettricità ed irrigazione al sud-est australiano, costruito tra il 1949 ed il 1974). È associato alla centrale idroelettrica Blowering Power Station.

## Il lago
Col nome di Blowering Dam si intende anche il lago artificiale creato dallo sbarramento che si trova sul versante occidentale delle Snowy Mountains. Lo Snowy Scheme  comprende anche la deviazione del corso d'acqua per l'irrigazione dell'interno arido del paese. Il sistema comprende sedici dighe principali, sette centrali importanti, una stazione di pompaggio, 145 km di tunnel attraverso le montagne ed 80 km di acquedotti.
L'8 ottobre 1978, Ken Warby, su questo lago, ha battuto il record di velocità acquatico toccando i 511,13 Km/h.
Il Blowering Dam è un sito molto apprezzato dai pescatori. Si trova nei pressi del Parco nazionale Kosciuszko, della città di Tumut e della città fantasma storica di Kiandra.

## Galleria d'immagini

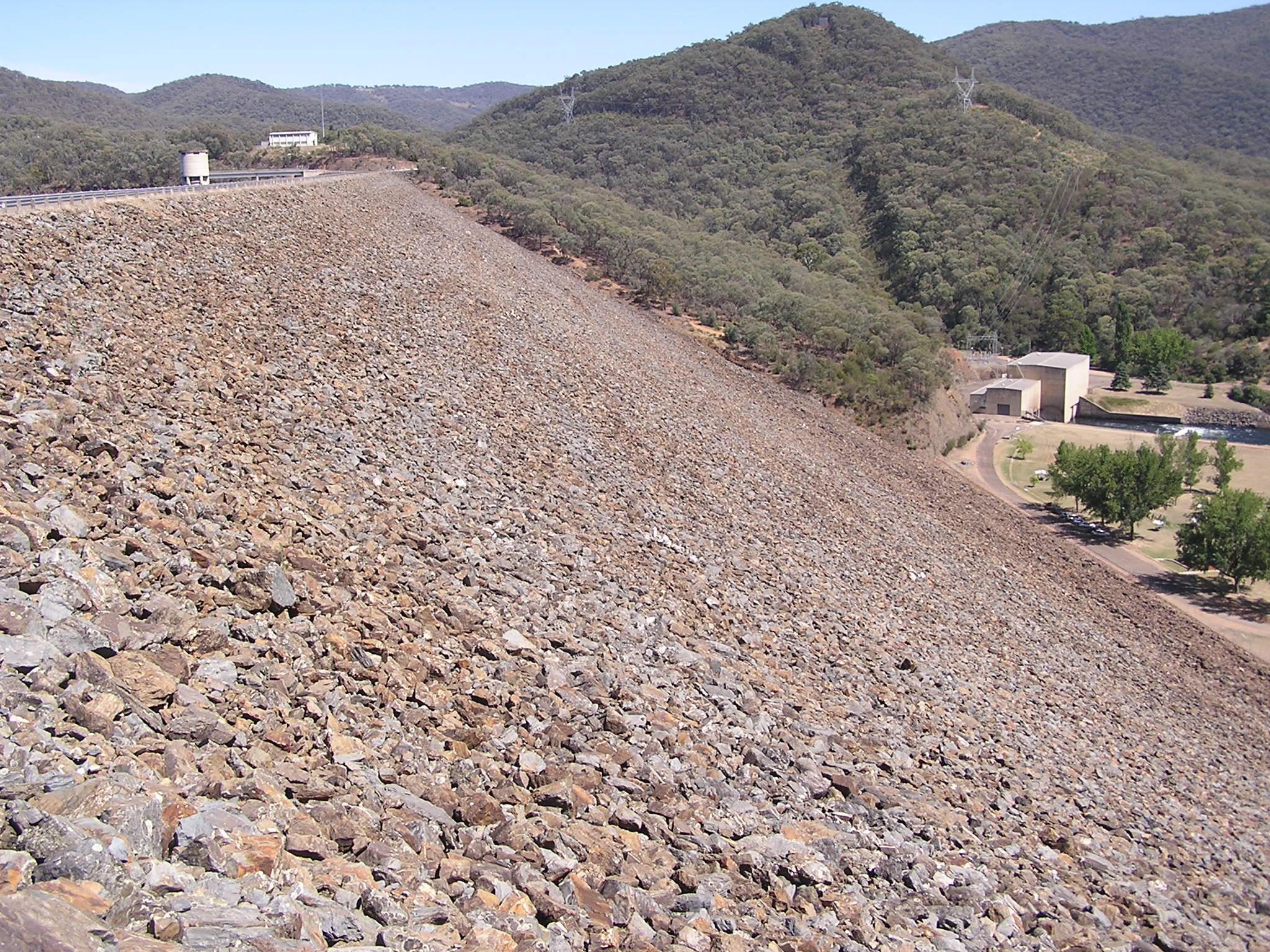
Blowering Dam
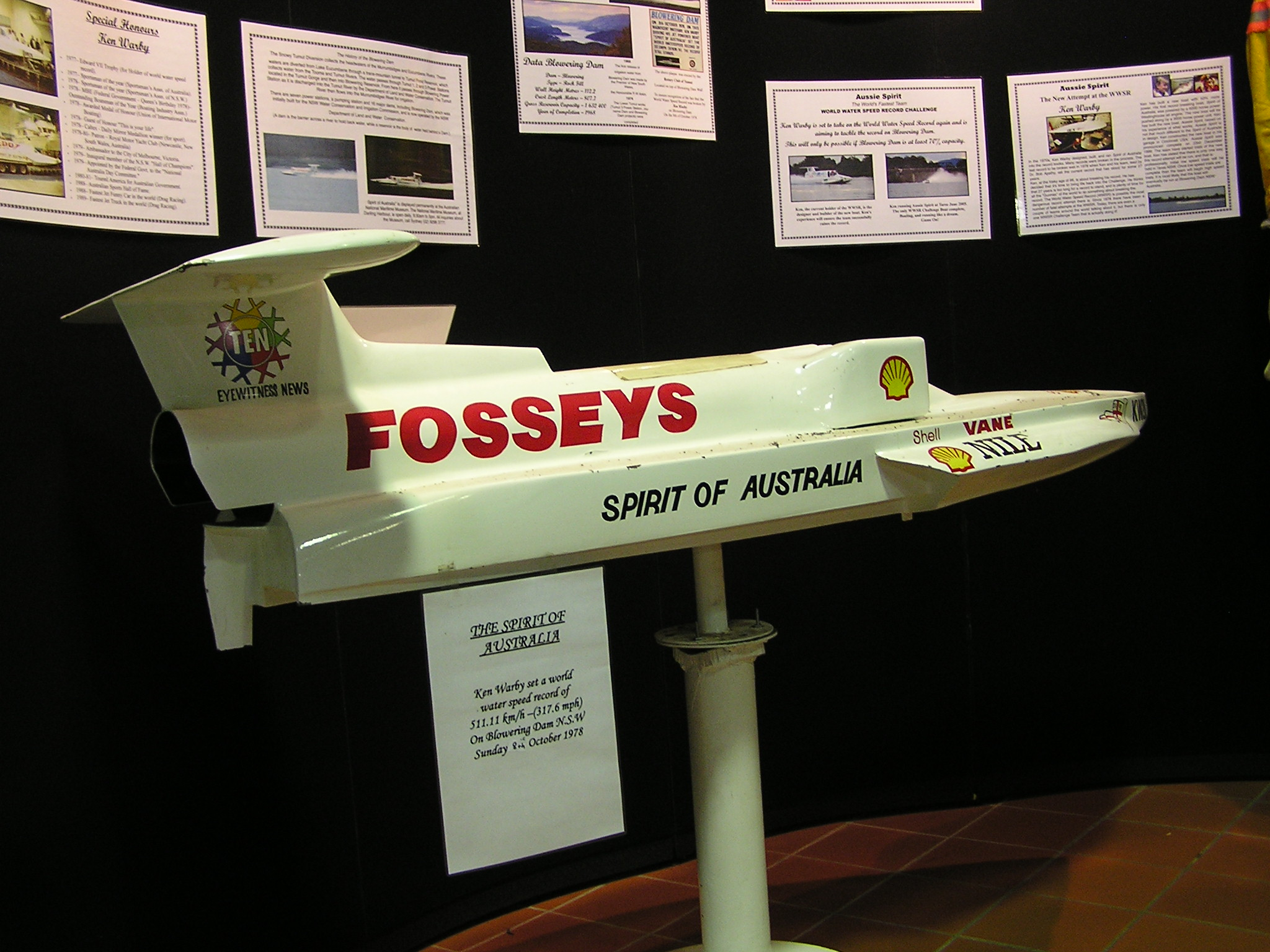
Modello dello Spirit of Australia l'imbarcazione con cui Ken Warby ottenne il record di velocità sull'acqua.
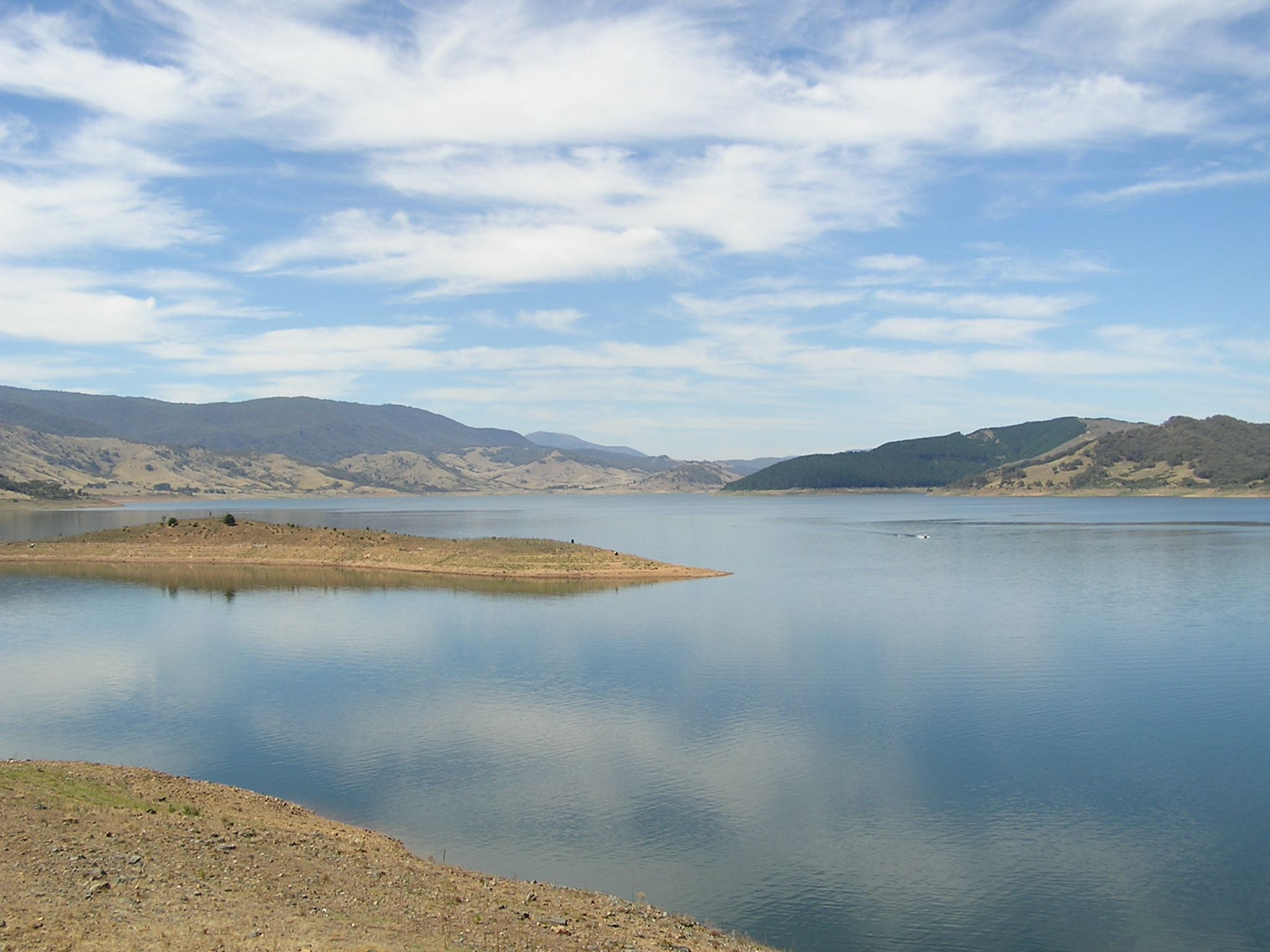
Blowering Dam nel 2006.
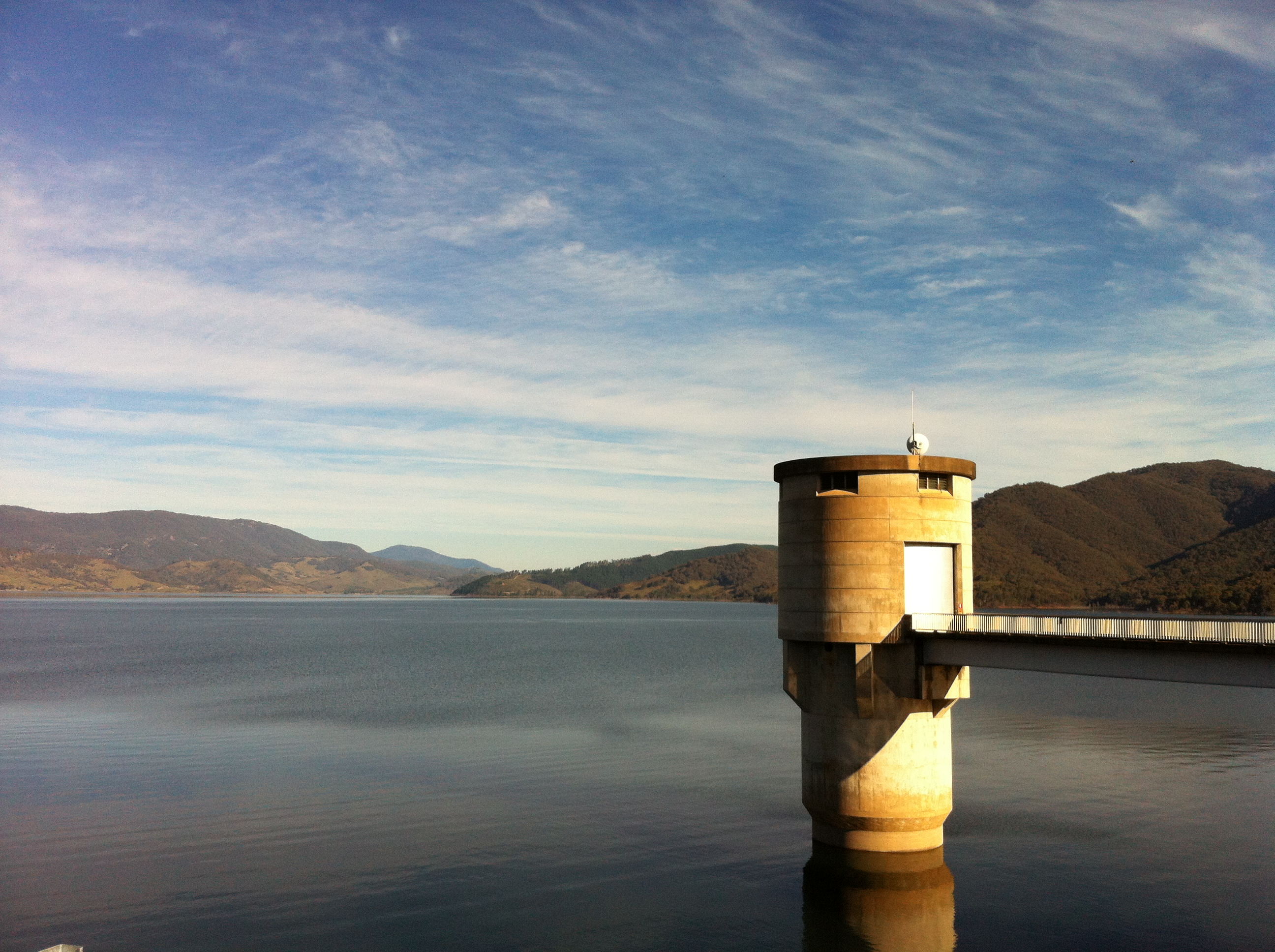
Blowering Dam nel 2012.